# Tòa thị chính cổ ở Pezinok
Tòa thị chính cổ ở Pezinok (tiếng Slovakia: Stará radnica v Pezinok) là một tòa nhà được xây dựng theo phong cách kiến trúc Phục hưng, tọa lạc ở số 1 Phố M. R. Štefánik, ở trung tâm lịch sử của thành phố Pezinok, vùng Bratislava, Slovakia. Mặt rộng nhất của tòa nhà nằm ở phía bên của Quảng trường Tòa thị chính và một phần của tòa nhà cũng nằm ở phía đường Potočná. Vào ngày 17 tháng 7 năm 1963, công trình kiến trúc này được ghi danh vào Danh sách Di tích Trung ương theo quyết định của Bộ Văn hóa Cộng hòa Slovakia.

## Lịch sử
Tòa thị chính cổ ở Pezinok được xây dựng vào giữa thế kỷ 17. Năm 1832, một trận hỏa hoạn lớn xảy ra đã làm tòa nhà bị hư hại nặng. Việc cải tạo hoàn toàn tòa nhà bắt đầu vào tháng 5 năm 2001. Công cuộc cải tạo hoàn thành và tòa nhà được đưa vào sử dụng từ ngày 4 tháng 12 năm 2002.
Hiện tại, bên trong tòa nhà có nhiều nhà hàng, quán bar, quán cà phê và trung tâm thông tin du lịch. Tòa nhà cũng là trụ sở của Bảo tàng Thành phố ở Pezinok. Kể từ năm 2019, hội trường trước đây của tòa nhà được sử dụng phục vụ nhu cầu của tòa thị chính và thị trưởng Pezinok.